# Ferrovia Appennino Centrale
La Ferrovia Appennino Centrale (en français Ligne Apennin Centrale) était une ligne ferroviaire à Voie étroite de 950 mm, dont le tracé démarrait à Arezzo à Fossato di Vico en passant par Anghiari, Sansepolcro, Città di Castello, Umbertide et Gubbio.
Lors de sa fermeture en 1945, le tronçon de Sansepolcro à Monte Corona a été convertie à l'écartement normal et inclus dans le réseau de la Ferrovia Centrale Umbra.

## Histoire
| Tronçon                           | Inauguration |
| --------------------------------- | ------------ |
| Fossato di Vico-Città di Castello | 5 avril 1886 |
| Città di Castello-Anghiari        | 1er mai 1886 |
| Anghiari-Arezzo                   | 16 août 1886 |

La partie orientale de la province d'Arezzo était dépourvue de réseau routier direct avec le chef-lieu de province et le réseau ferroviaire italien ne desservait pas la haute vallée du Tibre. Les liaisons partant de Rome vers le Nord passaient à l'est (Foligno-Ancone) ou à l'ouest ( Arezzo-Florence).
Au début de 1880 certaines communes fondent à Arezzo un consortium (Consorzio per la ferrovia Umbro-Aretina) dont le but est la réalisation d'une voie ferrée rompant l'isolement des communes de la zone. Le projet qui est approuvé le 16 octobre 1880 prévoit une ligne de IVe catégorie avec un écartement réduit à 950 mm. Ce choix est retenu à cause du tracé accidenté et du peu de moyens disponibles pour la réalisation d'ouvrages importants. La « convention » est accordée au consortium en juin 1881 et les travaux de construction sont confiés à la Società Generale per le Ferrovie Complementari. Les travaux effectifs débutent finalement le 2 juin 1884 et la concession est accordée pour 90 ans à la  Società anonima per le Ferrovie dell'Appennino Centrale (SFAC) dont le siège social est à Rome et dont la direction s'établit à Città di Castello,.

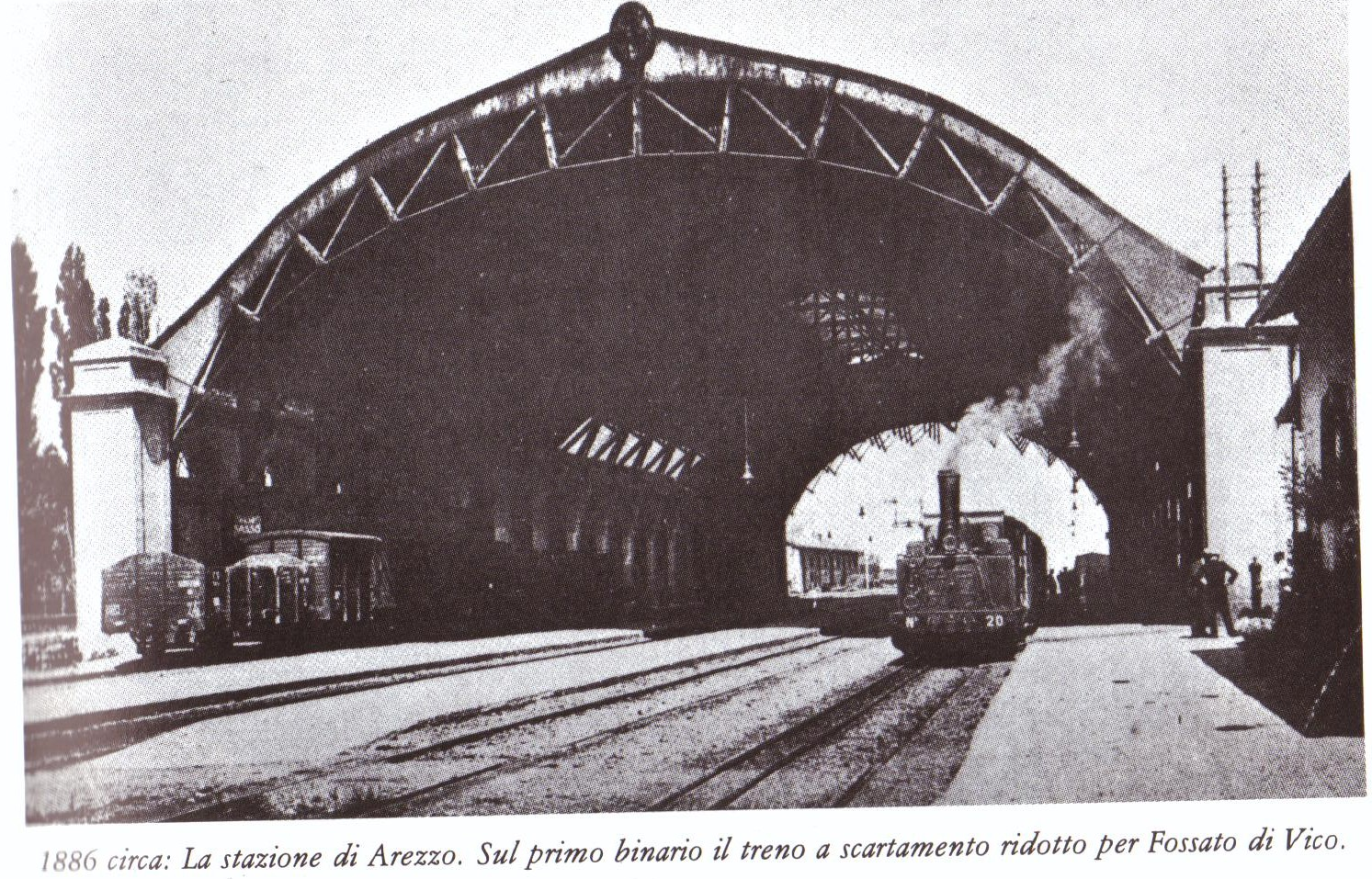
La gare d'Arezzo en 1866.

### Réalisation
Les premiers tronçons sont mis en service en 1886, les derniers en 1887. La ligne terminée atteint une longueur d'environ 133 km.
Elle est construite à voie étroite. Le tracé tortueux avec des courbes à faible rayon, jusqu'à 80 m et accidenté avec des pentes importantes réduit la ligne à un trafic local. Il empêchant une extension transversale pouvant relier les mers Tyrrhénienne et Adriatiques.
En 1915 Umbertide est reliée par la Ferrovia Centrale Umbra qui remonte le cours du Tibre depuis Terni via Todi - Pérouse renforçant la dynamique des liaisons locales

### Destruction
La Seconde Guerre mondiale a mis un terme au fonctionnement de la ligne. En effet, après l'Armistice de Cassibile et le mois de mai 1944 , les bombardements des alliés ont eu raison des ouvrages et l'armée Allemande lors de son retrait a achevé le matériel roulant restant. Le 22 mai 1945 la ligne cesse définitivement son service. Elle n'a pas été réparée, un seul tronçon  Sansepolcro-Città di Castello-Monte Corona est réhabilité à écartement normal repris par la Ferrovia Centrale Umbra.

## Caractéristiques
La ligne était réalisée avec un rail Vignoles de 22 kg/m avec des courbes de diamètre minimum 80 m permettant une vitesse maximale de 35 km/h. La pente maximale de la ligne était de 3 %. La signalisation était à disques mobiles.
La traction était assurée par au début (1884) par des locomotives à vapeur, remplacées progressivement en 1934 par celles à essence puis à diesel. Les gares étaient au nombre de 13 et les arrêts simples 20. Les ouvrages d'arts étaient nombreux: 20 ponts et 23 tunnels.